# Колтон-Хилл
Колтон-Хилл, также Калтон-Хилл (англ. Calton Hill, /ˈkɔːltən/) — холм в центральном Эдинбурге (Шотландия), расположенный у восточной оконечности улицы Принсес-стрит, между районами Гринсайд (на западе) и Эббихилл (на востоке), и входящий в городской список объектов Всемирного наследия ЮНЕСКО. Виды на Колтон-Хилл и на город с его вершины присутствуют на многих живописных и фотографических изображениях Эдинбурга.
На крутом южном склоне Колтон-Хилл, в здании Сент-Эндрюс, размещается секретариат Кабинета министров Шотландии. У подножия холма располагаются здание Парламента Шотландии, Холирудский дворец и некоторые другие важные достопримечательности города, а на вершине и склонах — многочисленные памятники и исторические здания, в том числе Национальный монумент Шотландии, памятник Нельсону, памятник Дугалду Стюарту, Городская обсерватория Эдинбурга, а также постройки по проектам Томаса Гамильтона (Старая Королевская школа, памятник Роберту Бёрнсу и Обелиск жертвам политических репрессий).

## Происхождение названия

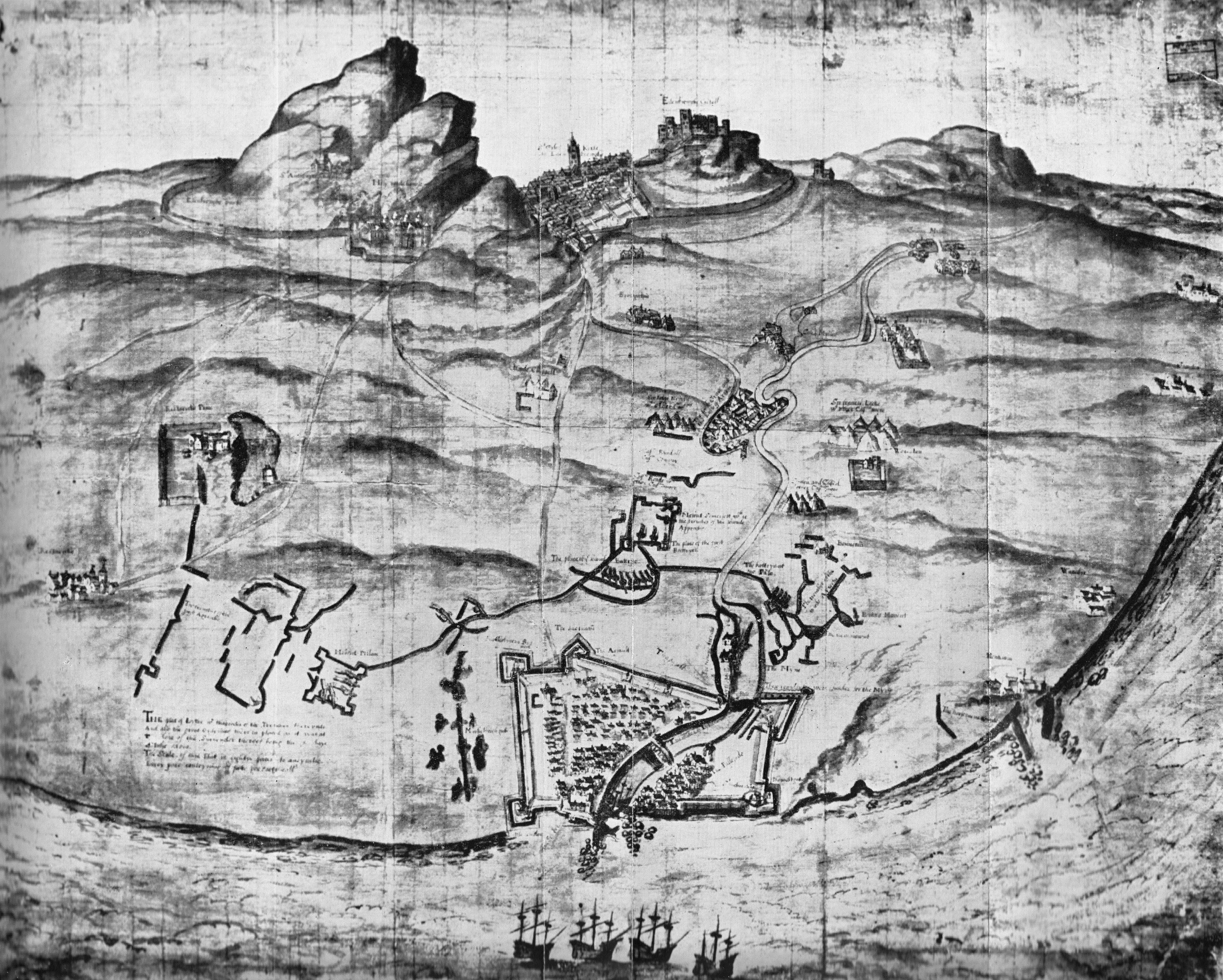
Колтон-Хилл на карте осады Лита (7 мая 1569 года) из коллекции музея Петуорт-хаус

В хартии шотландского короля Якова II о даровании Эдинбургу участка земли (1456) Колтон-Хилл значится под названием Cragingalt. Вариант того же названия, Cragge Ingalt, представлен на карте осады Лита (1560) из коллекции музея Петуорт-хаус. Этот топоним предположительно происходит из древневаллийского или древнеанглийского языка и означает «место рощ». В записях приходской церкви Южного Лита за 1591 год один из кварталов прихода фигурирует под названием Caldtoun. Это название (иногда переосмыслявшееся как англ. Cold town, «Холодный городок») оставалось в употреблении приблизительно до 1700 года. Топонимы Calton и Caltonhill впервые появляются в записях в 1725 году, хотя на карте трех Лотианов работы Эндрю Армстронга (1773 год) все ещё использовано название Caldtoun, а на картах Эдинбурга работы Джона Эйнсли за период с 1780 по 1804 годы отражен переход от старинного варианта Caldtoun к современному написанию Calton.

## История
В доисторический период на Колтон-Хилл предположительно находился круглый форт, а на восточном склоне холма располагались каменоломни.
В 1456 году шотландский король Яков II даровал общине Эдинбурга участок земли в низине между Колтон-Хилл и приходом Гринсайд как место для проведения турниров и военных учений. Это решение было принято в рамках курса на повышение боеспособности населения; в 1457 году за ним последовал акт о запрете гольфа и футбола и об обязательных воскресных упражнениях в стрельбе из лука.
Природный амфитеатр у подножия Колтон-Хилл также использовался для театральных представлений под открытым небом. Среди прочего, 12 августа 1540 года здесь состоялась (в присутствии короля Якова V) третья премьера «Славной сатиры о трех сословиях» Дэвида Линдсея — одной из самых ранних шотландских пьес, дошедших до нас в законченном виде.

В мае 1518 года участок земли у подножья холма с северо-западной стороны (ныне восточная оконечность улицы Гринсайд-роу) был передан общине кармелитов, в 1526 году построившей здесь небольшой монастырь. В 1560 году, в связи с официальным запретом на исповедание католицизма в Шотландии, все монастыри страны были расформированы, и до 1591 года монастырское здание пустовало, после чего было переоборудовано в Гринсайдский лепрозорий, основанный эдинбургским купцом Джоном Робертсоном. В заведении был принят суровый устав, направленный на предотвращение распространения проказы: по всем четырём углам здания стояли виселицы, на которых без суда и следствия казнили уличенных в попытке побега и даже тех, кто отпирал или оставлял незапертыми ворота больницы в ночное время. По меньшей мере до середины XVII века, когда лепрозорий закрылся и здание вновь опустело, горожане прозывали его окрестности «Акром висельника».

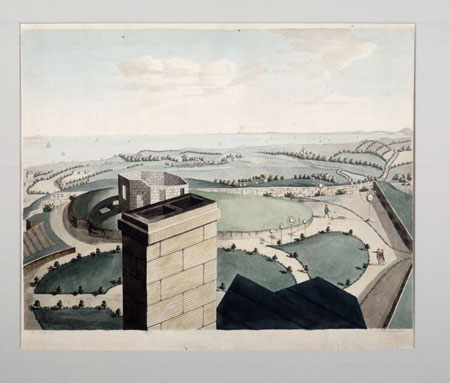
1/6 часть панорамной картины с видом на Эдинбург и его окрестности с башни Городской обсерватории. Акватинта (1790) с акварели Роберта Баркера (1787)

Колтон-Хилл и прилегающие территории (Западный Ресталриг) входили в состав имения Ресталриг, которое принадлежало клану Логан, но в 1609 году перешло в собственность сэра Джеймса Элфинстоуна, 1-го лорда Балмерино. При его наследнике, Джоне Элфинстоуне, основавшем Общество торговых корпораций Колтона (с открытым доступом для всех честных купцов, предлагающих товары приемлемого качества), в Западном Ресталриге расцвела торговля. В 1673 году земли Западного и Восточного Ресталрига были объединены в баронство Колтон.
В рамках церковно-административного деления Колтон относился к приходу Южный Лит. Местные жители посещали церковь в Лите и были вынуждены пользоваться неудобно расположенным кладбищем. Для решения этой проблемы Общество торговых корпораций в 1718 году выкупило у лорда Балмерино участок земли площадью в пол-акра; так было основано Старое Колтонское кладбище — одно из основных исторических кладбищ Эдинбурга. Улица под названием Колтон-Хилл (в прошлом Хай-Колтон) спускается от него по крутому склону к подножью холма, где до сих пор сохранились остатки старинного поселения (группа домов, построенных в 1760-е годы).
В 1725 году западная часть Колтон-Хилл была отделена от баронского имения и продана городу Эдинбургу. Восточная часть перешла во владение благотворительного фонда Джорджа Хериота. Формально Колтон оставался баронским городом вплоть до официального включения в состав Эдинбурга в 1856 году.
В 1787 году под впечатлением от прогулок по Колтон-Хилл ирландский художник Роберт Баркер создал первую в мире панорамную картину — круговой вид на Эдинбург с башни Городской обсерватории, расположенной на вершине холма. Эта акварельная панорама диаметром около 7,5 м ныне хранится в библиотеке Эдинбургского университета.

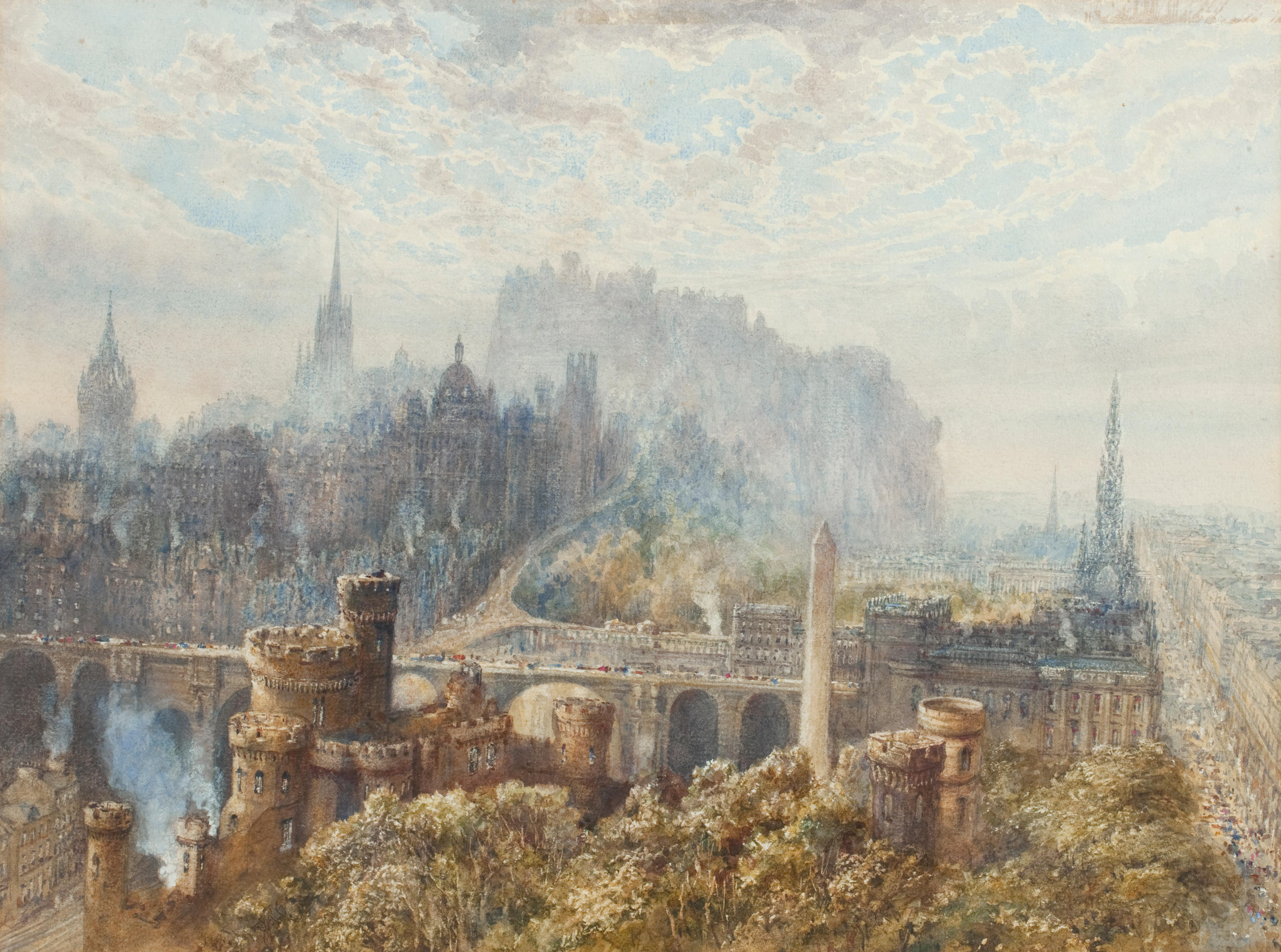
Сэмюэл Бау[англ.] Сэмюел Бау, «Вид на Эдинбург с вершины Колтон-Хилл». Акварель, середина XIX века
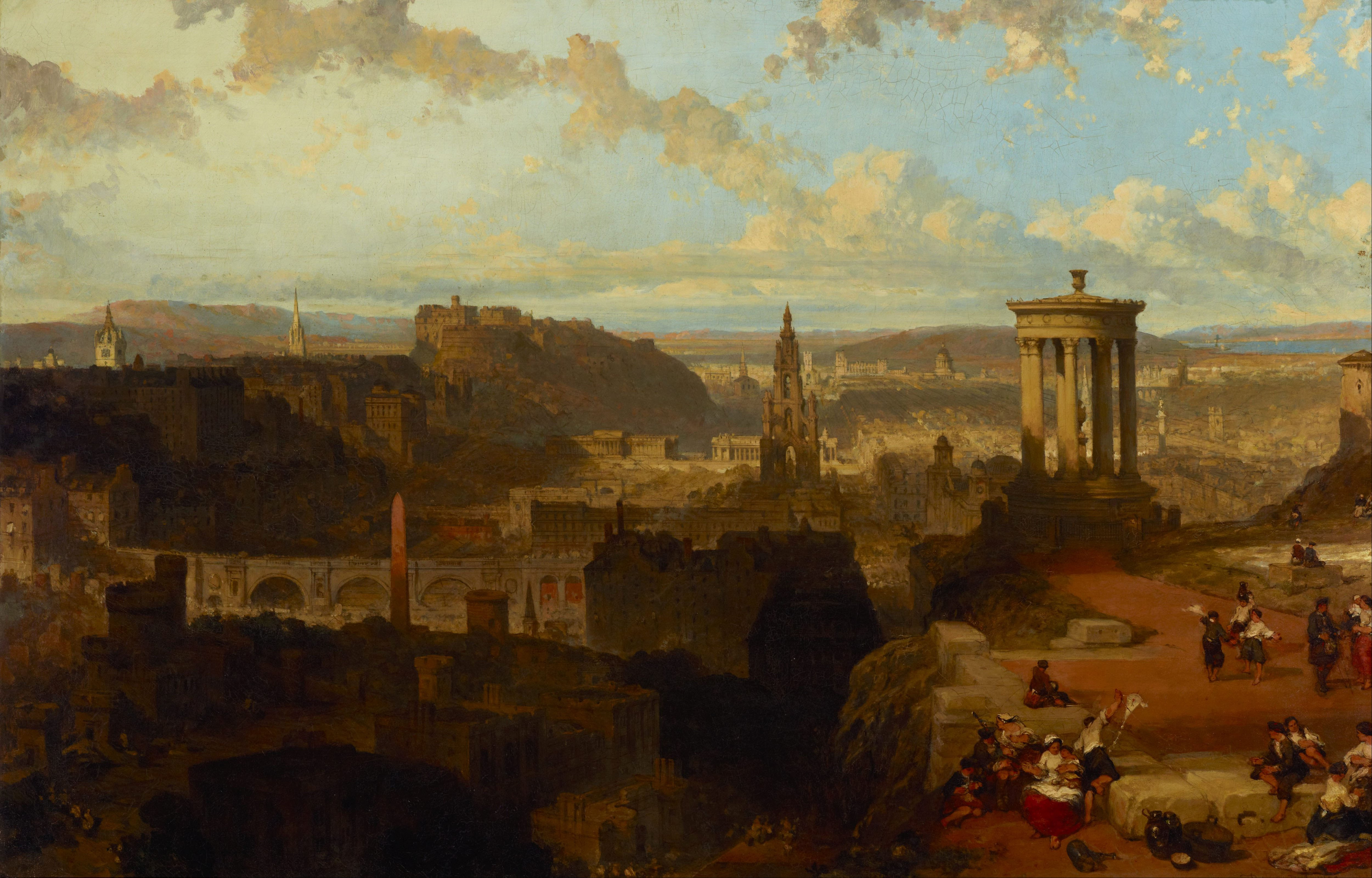
Дэвид Робертс, «Вид на Эдинбург с вершины Колтон-Хилл». Масло, холст, 1858 год
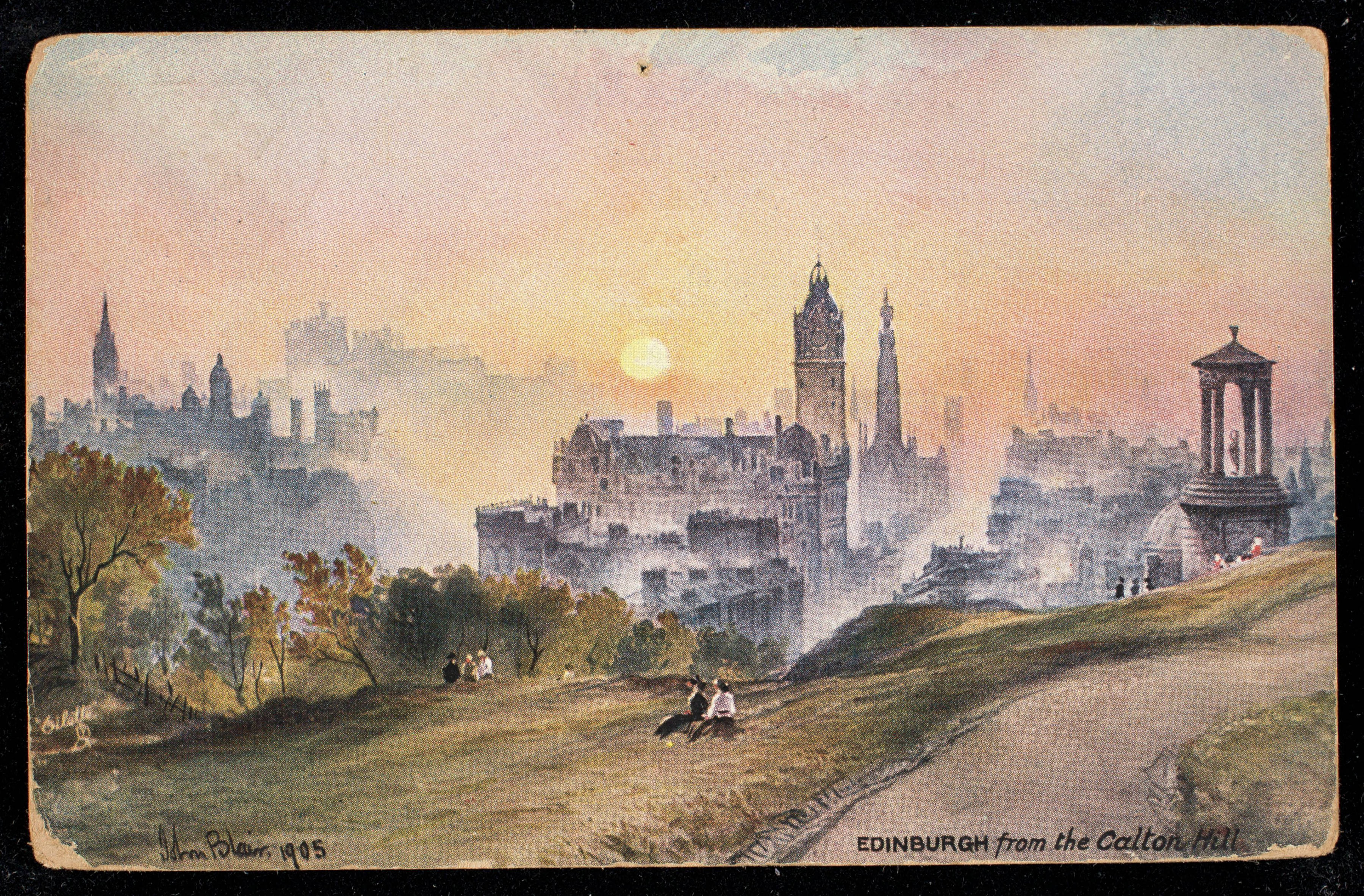
Вид на Эдинбург со склона Колтон-Хилл. Открытка, 1905 год
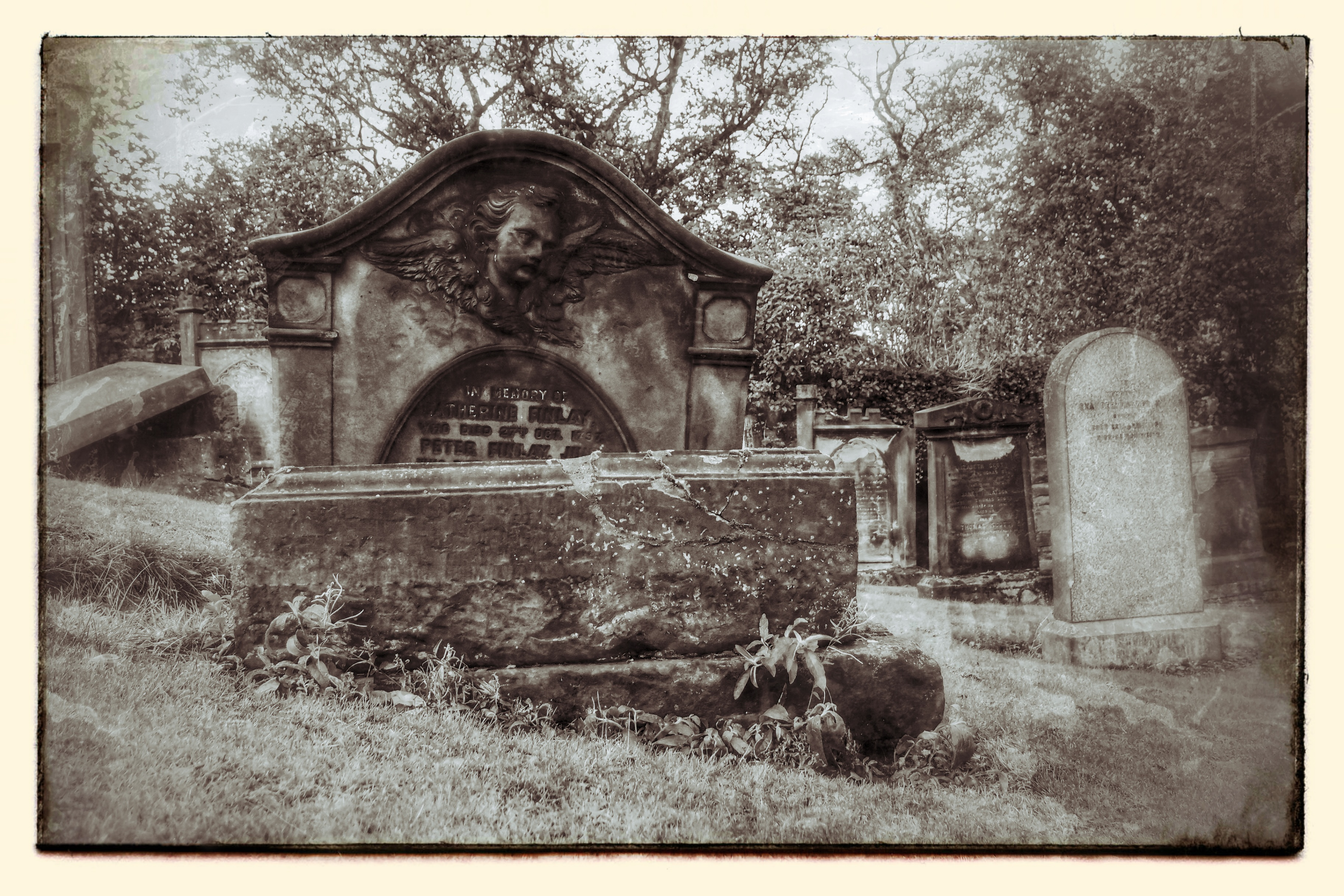
Старое Колтонское кладбище[англ.]

## Здания и памятники
Старейшая из сохранившихся исторических достопримечательностей Колтон-Хилл — Старое Колтонское кладбище, основанное в 1718 году и расположенное на юго-западном склоне холма. Здесь находится могила Дэвида Юма с мавзолеем, созданным по проекту Роберта Адама и, в согласии с завещанием Юма, отмеченным лишь именем философа и датами его рождения (1711) и смерти (1776). В пределах кладбища расположен один из самых приметных памятников Колтон-Хилл — Обелиск жертвам политических репрессий, который был воздвигнут в 1844 году в память о пятерых борцах за парламентскую реформу, в 1793 году осужденных за подстрекательство к мятежу и сосланных на каторжные работы в Ботани-бей (Австралия).
Вдоль западного склона Колтон-Хилл проходит одноимённая улица, где в доме № 14, с 1810 по 1841 год, жила Агнес Маклиоз — возлюбленная Роберта Бёрнса, к которой (под именем Кларинды) обращены многие его стихотворения и письма 1787—1788 годов. Несмотря на бурную романтическую переписку и частые встречи, отношения между поэтом и «Клариндой» остались платоническими: Агнес официально была замужем (хотя и рассталась с мужем задолго до знакомства с Бёрнсом) и не отважилась на тайную связь.
В конце XVIII — первой трети XX вв. на Колтон-Хилл располагалась печально известная Колтонская тюрьма. В этот комплекс зданий входили долговая тюрьма Брайдуэлл (построенная по проекту Роберта Адама в 1791—1796 гг. и названная в честь одноименной тюрьмы строгого режима в Лондоне) и тюрьма для уголовных преступников (построенная в 1815—1817 гг. по проекту Арчибальда Эллиота). В 1919 году Колтонская тюрьма закрылась в связи с появлением новой городской тюрьмы Сохтон, а в 1930 году тюремные здания на Колтон-Хилл были снесены, чтобы освободить участок для строительства Сент-Эндрюс-хауса, где в настоящее время располагается секретариат Кабинета министров Шотландии. Из всех построек бывшей Колтонской тюрьмы сохранились лишь Дом коменданта (англ. Governor's House ,1815—1817), украшенный башней и зубчатыми стенами, и нижняя часть внешней стены (с юга от здания Сент-Эндрюс, над Колтон-роуд).

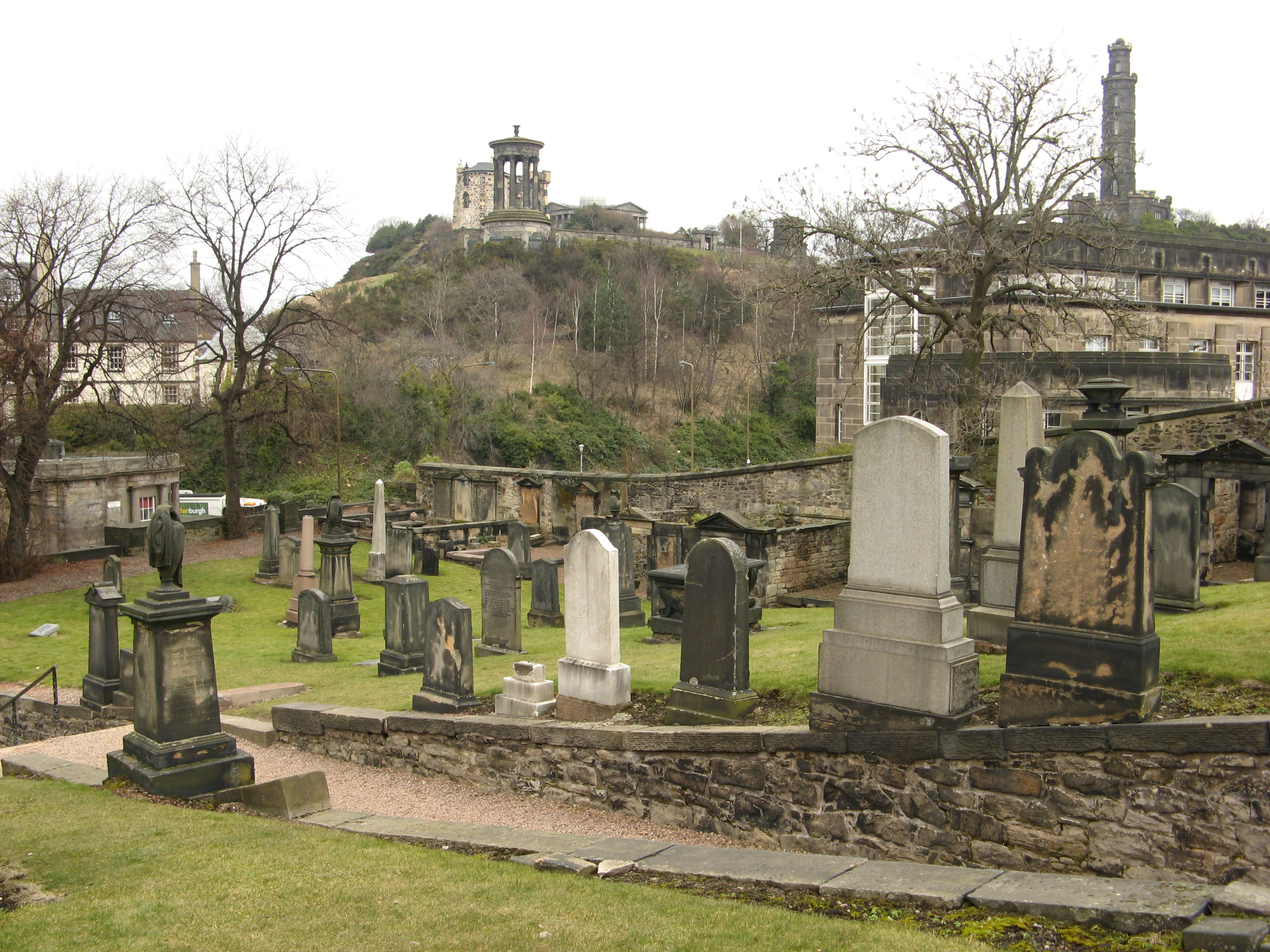
Старое Колтонское кладбище[англ.] с видом на вершину Колтон-Хилл
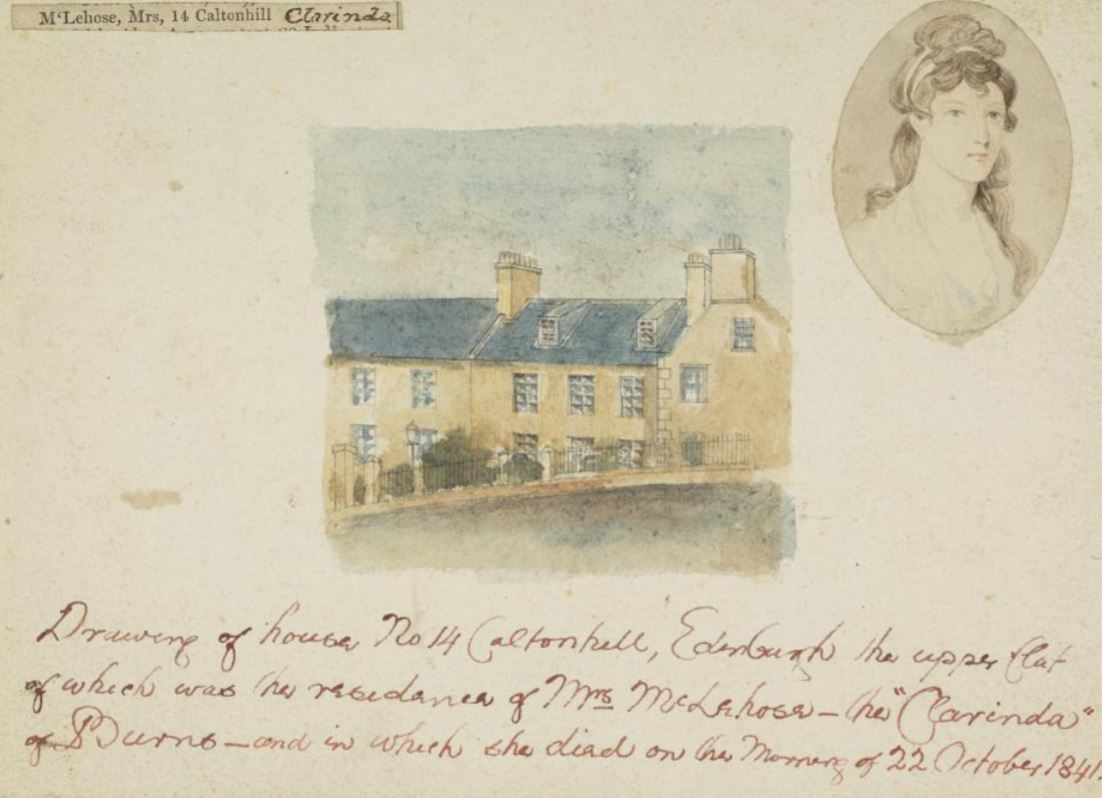
Зарисовка дома № 14 по улице Колтон-Хилл с портретом Агнес Маклиоз («Кларинды»)
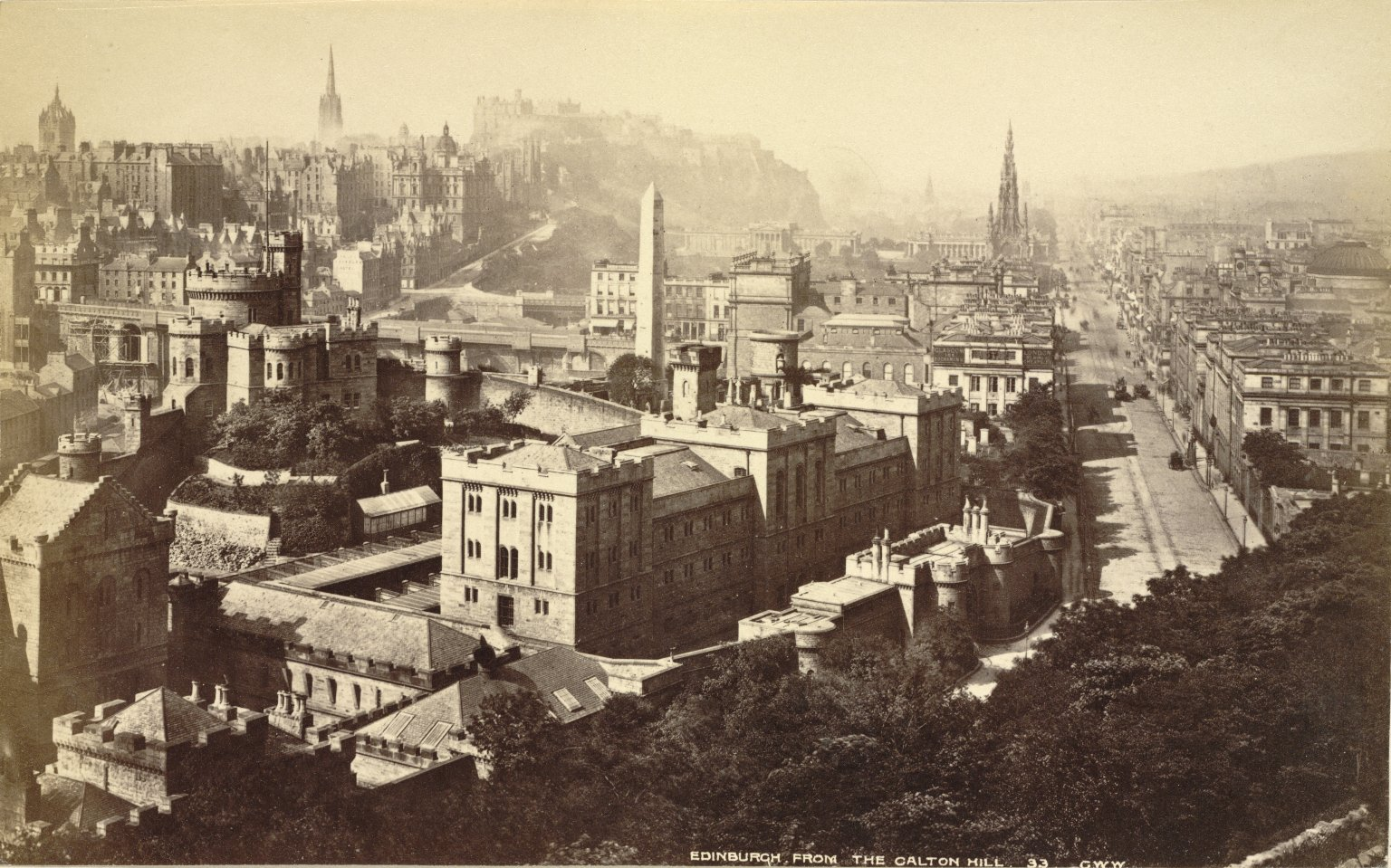
Вид на Эдинбург с вершины Колтон-Хилл (ок. 1865—1895). На переднем плане — здание Колтонской тюрьмы
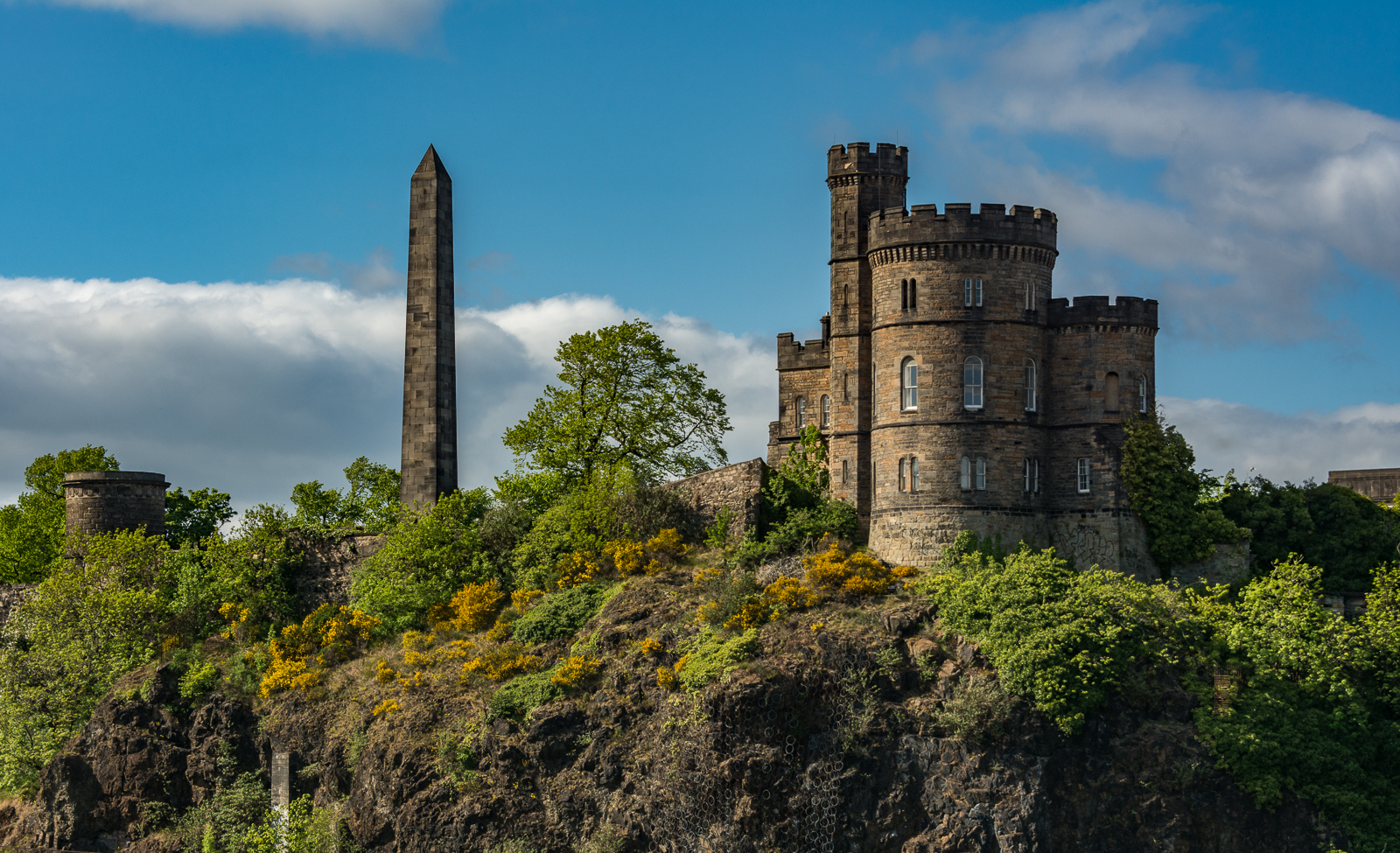
Дом коменданта и Обелиск жертвам политических репрессий[англ.]

От западного склона Колтон-Хилл к восточной оконечности Принсес-стрит (одной из главных улиц Нового города) ведет через глубокое ущелье неоклассический мост Риджент-Бридж, построенный в 1815 году под руководством инженера Роберта Стивенсона (деда писателя Роберта Льюиса Стивенсона).
В 1816 году завершилось строительство одного из самых примечательных монументов на вершине Колтон-Хилл — памятника вице-адмиралу Горацио Нельсону, воздвигнутого в честь победы британского флота в Трафальгарском сражении (1805). Памятник представляет собой 32-метровую башню в форме перевернутой подзорной трубы, со смотровой площадкой на вершине. В 1852 году к башне был добавлен механизированный шар сигнала времени, синхронизированный с Часовой пушкой Эдинбургского замка.
Колтон-Хилл с трех сторон окружен живописными городскими улицами — Ройял-террейс, Карлтон-террейс и Риджент-террейс. Самые высокие таунхаусы находятся на Ройял-террейс, а с дома № 40 по этой улице началась застройка по проекту, разработанному знаменитым шотландским архитектором Уильямом Генри Плейфэром в 1819 году. Половину верхней части холма занимают сады Риджент-гарденз, находящиеся под частным управлением ассоциации местных жителей. Карлтон-террейс первоначально носила название Карлтон-плейс (Carlton или Carleton Place), но в 1842 году была переименована по аналогии c двумя другими улицами.
Помимо жилых домов, составляющих основную часть застройки, на Ройял-террейс также располагаются отели, самый крупный из которых — «Краун Плаза», а на Риджент-террейс находится здание консульства США. Ройял-террейс, с которой открываются прекрасные виды на Лит и залив Ферт-оф-Форт, с первых лет своего существования привлекала покупателей недвижимости — обеспеченных судовладельцев и купцов. Некоторые из них занимались вискоторговлей, а Лит был известным центром купажирования и хранения виски, из-за чего в XIX веке горожане Ройял-террейс получила среди горожан прозвище «Виски-роу». В 1830 году в доме № 21 (ныне № 22) по Риджент-террейс поселился герцог Ангулемский Луи-Антуан (старший сын Карла X Французского, последнего короля династии Бурбонов, и номинальный глава французского королевского дома в изгнании) со своей женой Марией Терезой Шарлоттой (дочерью короля Людовика XVI и Марии-Антуанетты). В тот же период в доме № 11 (ныне № 12) по Риджент-террейс на несколько месяцев поселилась вдова его младшего брата Шарля-Фердинанда — Мария Каролина Бурбон-Сицилийская. По воспоминаниям современников, её младший сын Анри (Генрих де Шамбор) очень полюбил Шотландию и горько плакал, когда год спустя мать увезла его из страны. В 1930—1935 годах в доме № 30 по Риджент-террейс проживал художник Фрэнсис Каделл, один из «Шотландских колористов».
По проектам Плейфэра были созданы и многие монументальные сооружения на вершине Колтон-Хилл, в том числе здание Городской обсерватории и Национальный монумент Шотландии. Этот памятник был задуман как «новый Парфенон», призванный увековечить память шотландских солдат, погибших в наполеоновских войнах. Строительство началось в 1826 году, но в 1829-м было остановлено из-за нехватки денег и больше не возобновилось. По этой причине проект получил прозвище «Позор Шотландии», которое, впрочем, со временем забылось: в наши дни Национальный монумент обычно воспринимают как данность, не придавая значения тому, что он остался недостроенным.
В 1828 году было завершено длительное строительство другого мемориального сооружения на вершине холма — памятника Роберту Бёрнсу по проекту Томаса Гамильтона. Прототипом для этого монумента послужил памятник Лисикрата в Афинах — архитектурная форма, традиционно ассоциирующаяся с поэтами и поэзией.
Ещё одна выдающаяся работа Гамильтона — здание Старой Королевской школы, возведенное в 1829 году на южном склоне Колтон-Хилл. В 1846 году в нижней части южного склона, под зданием школы, был проложен железнодорожный тоннель для путей, ведущих на восток, в направлении недавно построенного вокзала Уэверли. В 1902 году под руководством инженера Роберта Инглиса под Колтон-Хилл был проложен ещё один тоннель, а западная часть старого тоннеля подверглась реконструкции.
Здание Рок-хаус (англ. Rock House) у подножия холма с юго-западной стороны служило домом и студией фотографу Роберту Адамсону, в 1840-е годы вместе с Дэвидом Октавиусом Хиллом основавшему первое в Шотландии производство калотипических портретов. Многих своих заказчиков Адамсон и Хилл фотографировали в самом доме и в саду Рок-хауса.
У основания южной лестницы, ведущей вверх по склону холма, находится мемориальная табличка работы Уильяма Гранта Стивенсона, посвященная памяти трех выдающихся шотландских вокалистов XIX века — Джона Уилсона (1800—1849), Джона Темплтона (1802—1886) и Дэвида Кеннеди (1825—1886).

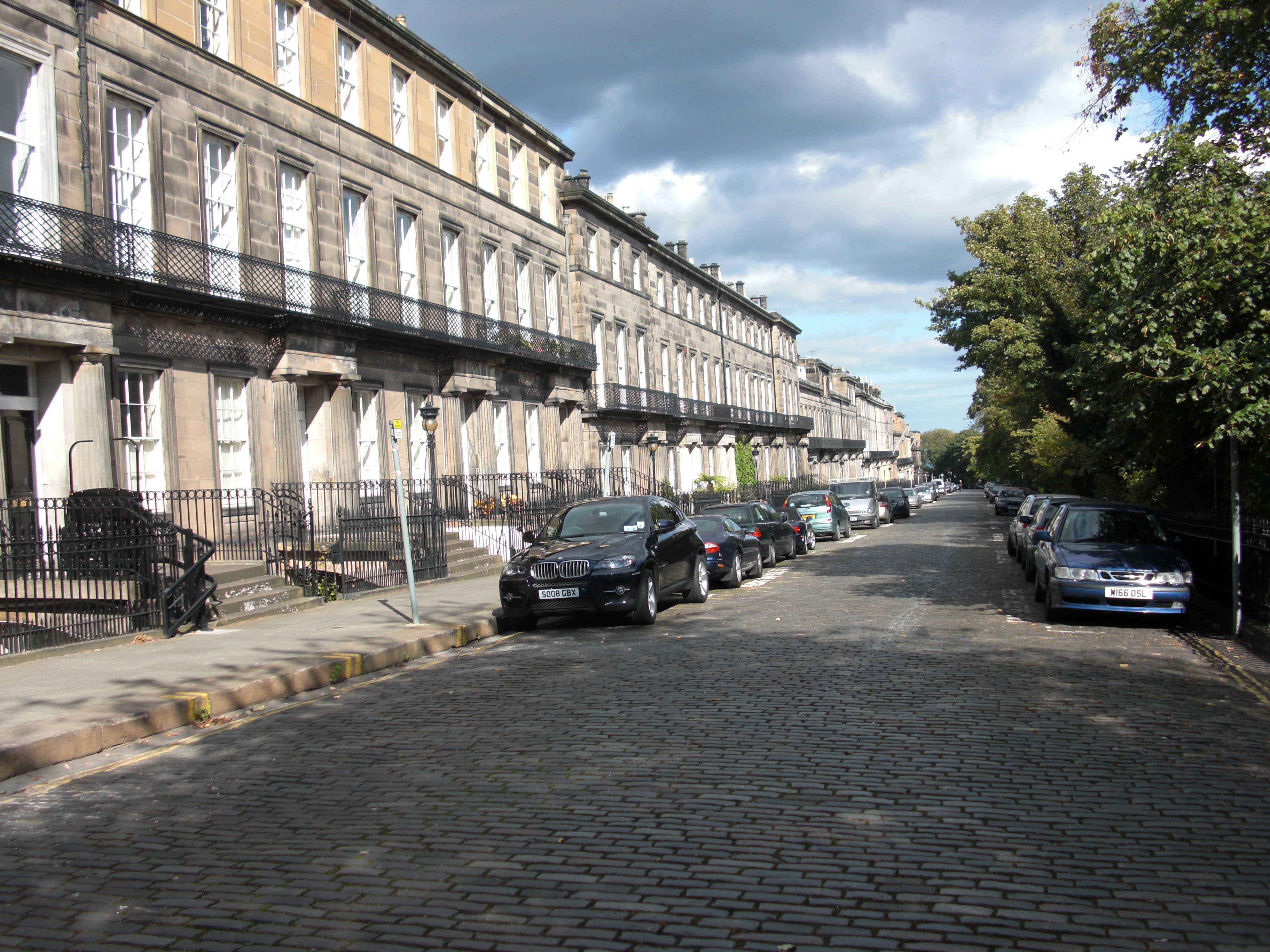
Риджент-террейс
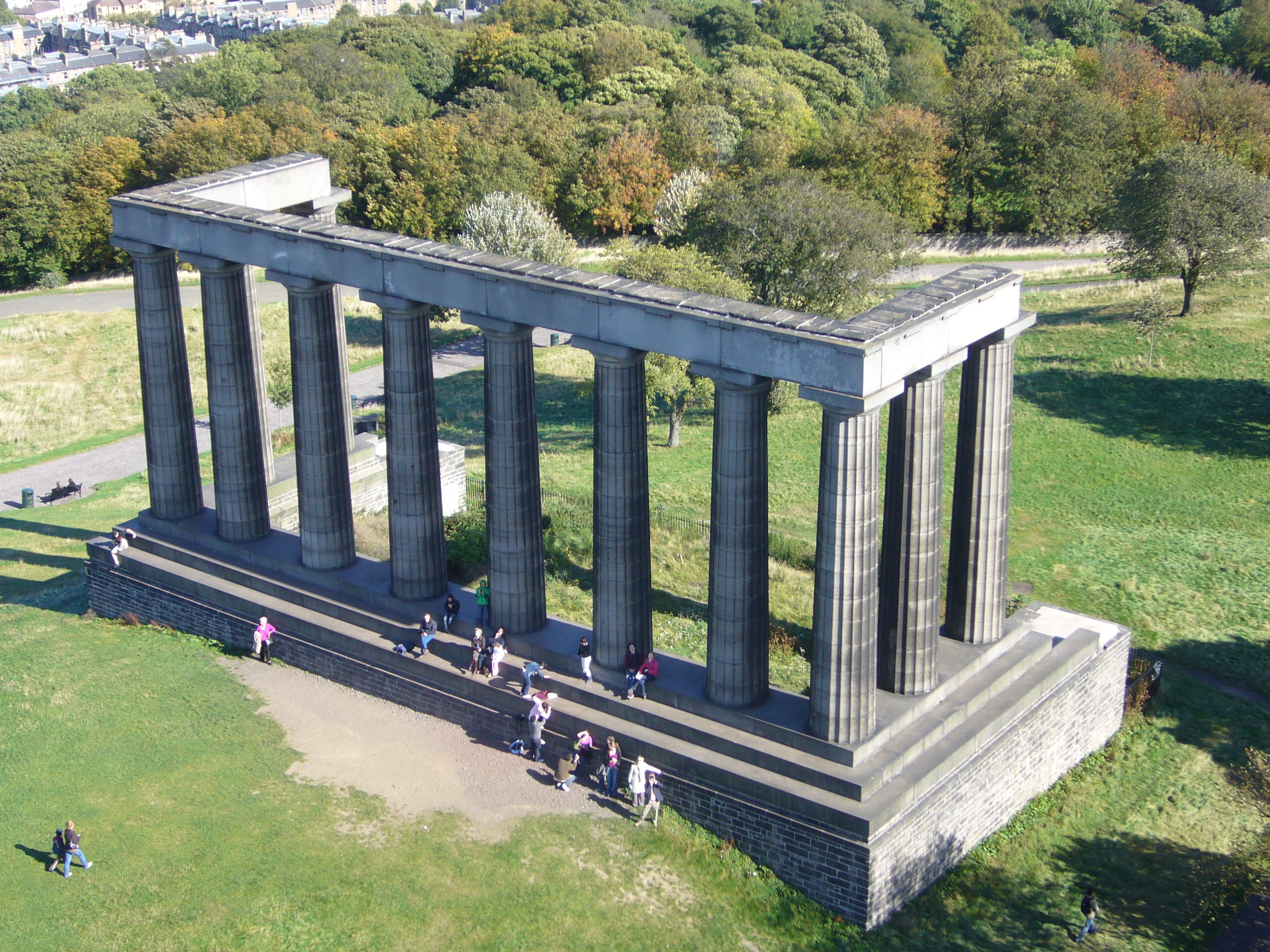
Национальный монумент Шотландии, вид со стороны памятника Нельсону
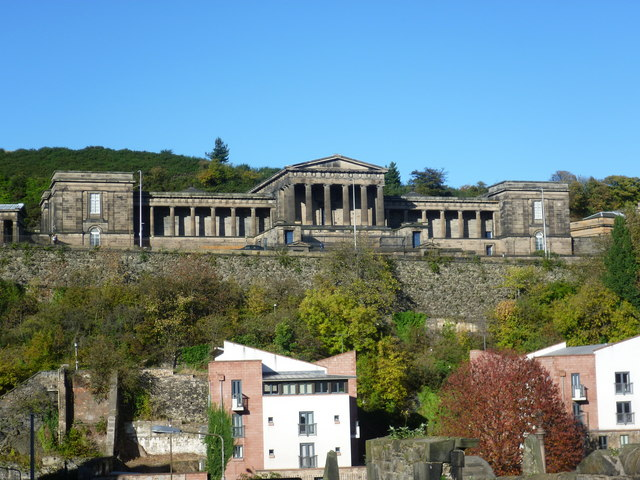
Старая Королевская школа[англ.], вид со стороны Кэнонгейтского кладбища
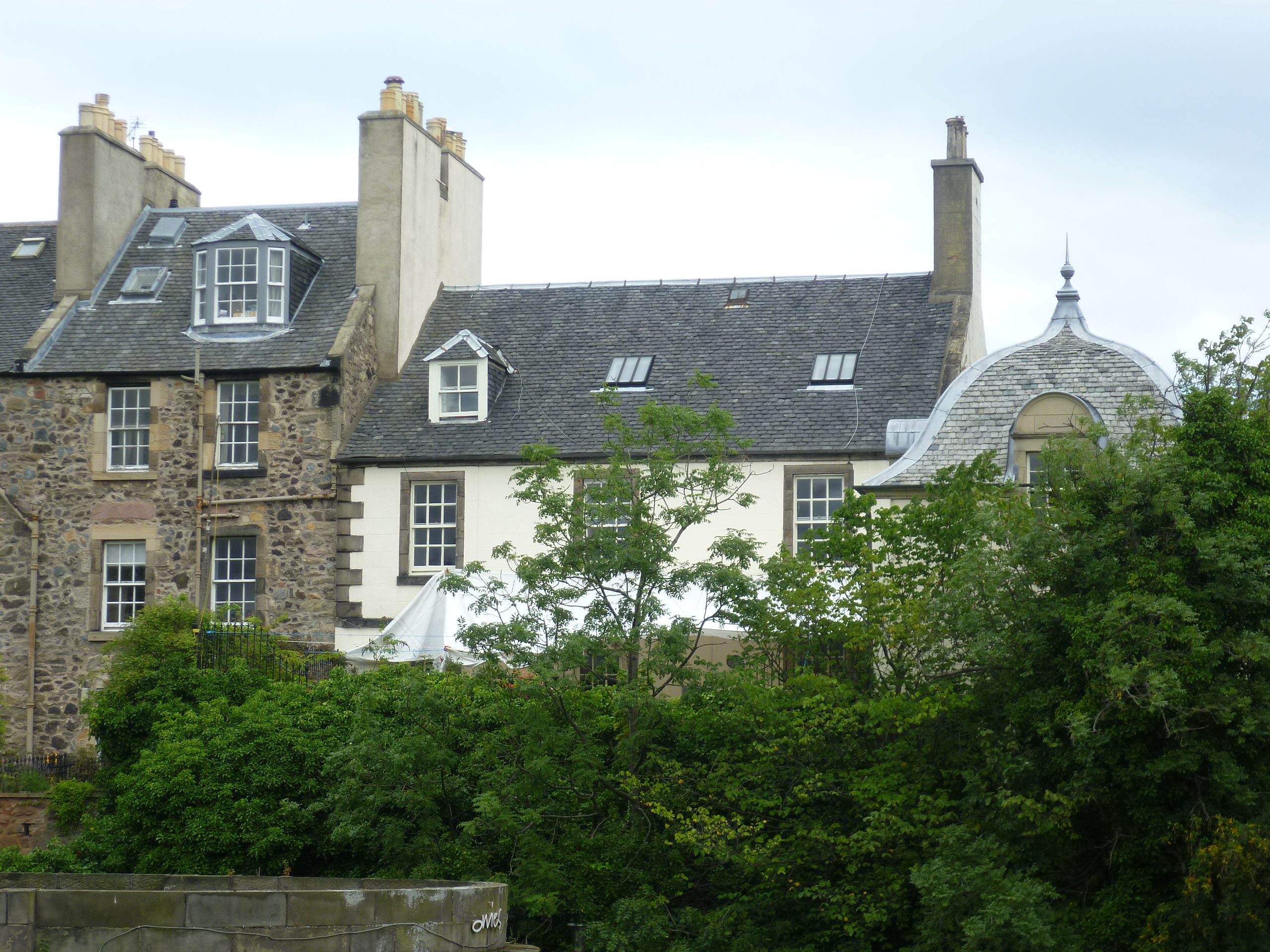
Рок-хаус (в центре) — студия фотографов Роберта Адамсона и Дэвида Хилла

## События

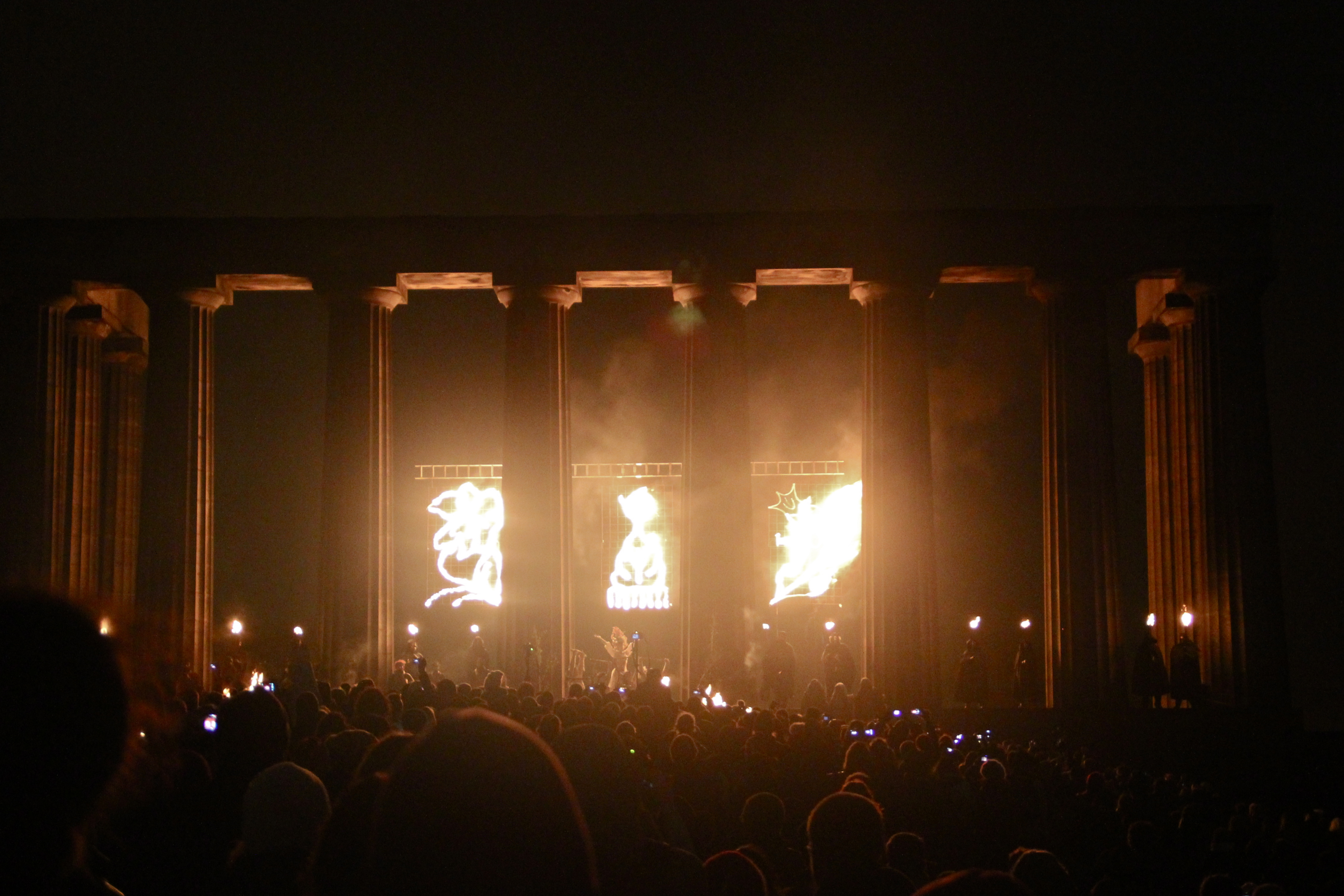
Национальный монумент во время фестиваля «Огни Белтейна»

На Колтон-Хилл ежегодно проводятся массовые мероприятия и фестивали, главный из которых — фестиваль «Огни Белтейна» (30 апреля) со средним числом участников более 12 000 человек. В начале октября здесь же проходит индуистский праздник Душера, завершающий торжества Наваратри, а в конце октября — фестиваль «Огни Самайна».
Колтон-Хилл использовался как место съемок для многих фильмов, в том числе детской драмы «Грейфрайерс Бобби» (англ. Greyfriars Bobby: The True Story Of A Dog, 1961; виды с вершины холма на Эдинбург), байопика «Смертельный номер» (о Гарри Гудини, 2007), и романтического мюзикла «Солнце над Литом» (англ. Sunshine on Leith, 2013; сцена, в которой Дэйви и Ивонн исполняют песню Misty Blue). В 1995 году под мостом Риджент-Бридж, соединяющим западный склон холма с Принсес-стрит, проходили съемки начальной сцены фильма Дэнни Бойла «На игле».

### Статьи
- McKee, Kirsten Carter. The Genius Loci of the Athens of the North: the cultural significance of Edinburgh's Calton Hill (англ.) // Garden History. — The Gardens Trust, 2015. — Vol. 43, iss. 1. — P. 64—69.